# البطولة الوطنية المجرية 1963
البطولة الوطنية المجرية 1963 (بالمجرية: 1963-as magyar labdarúgó-bajnokság)‏ هو الموسم 63 من البطولة الوطنية المجرية. أشرف على تنظيمه اتحاد المجر لكرة القدم، وكان عدد الأندية المشاركة فيه 14، وفاز فيه غيور تورنا أوزتالي.